# Mycterus
Mycterus es un género de coleóptero de la familia Mycteridae.

## Especies
Las especies de este género son:
- Mycterus apicalis
- Mycterus articulatus
- Mycterus bisulcatus
- Mycterus canescens
- Mycterus concolor
- Mycterus curculioides
- Mycterus elongata
- Mycterus gracilicornis
- Mycterus maculosus
- Mycterus marmoratus
- Mycterus nodicornis
- Mycterus quadricollis
- Mycterus scaber
- Mycterus tibialis
- Mycterus umbellatarum
- Mycterus variegatus